# Blanche et Marie (film)
Pour les articles homonymes, voir Blanche et Marie.
Pour plus de détails, voir Fiche technique et Distribution.
Blanche et Marie est un film français de Jacques Renard sorti en 1985.

## Synopsis
Dans une petite ville du nord de la France en 1941, Blanche a trois enfants et se fait du souci pour son mari Victor qui sort souvent la nuit, car il fait partie de la résistance,.

## Fiche technique
- Titre : Blanche et Marie
- Réalisation : Jacques Renard
- Scénario : Sophie Goupil, Jacques Renard
- Musique : François Bréant
- Pays d'origine :  France
- Genre : Drame et historique
- Durée : 92 minutes
- Date de sortie : 3 avril 1985

## Distribution
- Miou-Miou : Blanche
- Sandrine Bonnaire : Marie
- Gérard Klein : Victor
- Patrick Chesnais : Germinal
- Maria Casarès : Louise
- Véronique Barrault (sous le pseudonyme de "Coquillette") : La fleuriste
- Clémentine Célarié : Fernande
- Aurélia Fayemendie : L'enfant de Fernande